# God Save the King
God Save the King („Gott schütze den König“) oder God Save the Queen („Gott schütze die Königin“) – je nachdem, ob es sich beim aktuellen britischen Monarchen um einen Mann oder eine Frau handelt – ist seit Anfang des 19. Jahrhunderts die Nationalhymne des Vereinigten Königreichs Großbritannien und Nordirland. Daneben ist das Lied eine der beiden Nationalhymnen von Neuseeland und die Königshymne aller Commonwealth Realms.
Daneben gelten das Lied Rule, Britannia!, Arthur Christopher Bensons Land of Hope and Glory zur Melodie von Sir Edward Elgars Marsch Pomp and Circumstance No. 1 und Jerusalem von William Blake mit der Melodie von Hubert Parry als „inoffizielle“ britische Nationalhymnen. Teile des Vereinigten Königreichs (Schottland, Wales und Nordirland) haben daneben eigene (inoffizielle) Landeshymnen. Für England wird meist ebenfalls die britische Hymne gesungen.

## Melodie
Als Ort der ersten Veröffentlichung der Melodie (noch in einer leicht differierenden Fassung) gilt der Thesaurus Musicus (1744). Im folgenden Jahr wurde die Melodie mit den Eingangsworten „God save great George our king“ im Gentleman’s Magazine abgedruckt. Ältere ähnliche Melodien umfassen einen gregorianischen Choral und ein Cembalostück (1619) von John Bull. Auch in einigen Werken Henry Purcells finden sich Spuren der Melodie, einmal gar die Verwendung des Melodiekopfes zusammen mit dem Text „God save the King“. Während der Rebellion der Jakobiten im Jahre 1745 wurde die Hymne in verschiedenen Londoner Theatern gesungen, darunter auch dem Drury Lane Theatre in einem Arrangement von Thomas Arne zu Ehren König Georgs II. von Großbritannien und Irland. Auch die Jakobiten adoptierten das Lied mit den Eingangsworten „God save great James our king“.
Hingegen wird die Urheberschaft des Dichters Henry Carey heute zurückgewiesen. Careys Sohn hatte 1795 die Rechte an der Melodie seinem Vater zugewiesen und sich daraus eine königliche Pension erhofft. Allerdings gab er an, sein Vater habe die Melodie eben im Jahre 1745 komponiert, obgleich dieser schon 1743 verstorben war. Der Schriftsteller Carey soll bei der Komposition die Hilfe seines Freundes John Christopher Smith in Anspruch genommen haben, der ein Schüler Georg Friedrich Händels war und ihm die Bassstimme korrigierte.
Als ebenso falsch gilt die Ableitung von einer Melodie des französischen Komponisten Jean-Baptiste Lully, mit der gemäß den Erinnerungen der Marquise de Créquy die Genesung Ludwigs XIV. von einer Analfistel gefeiert wurde.
Auch ein Marsch des Schweizer Militärs wurde als Ursprung der Melodie genannt.
Die damals sonderbare Bezeichnung national anthem, also „National-Hymne“, rührte daher, dass die vierte von Händels 1727 komponierten Krönungsmotetten (Coronation Anthems) denselben Anfang besaß. 1745 sang man diese aus patriotischen Gründen in Londoner Theatern und Konzerten eine Zeit lang täglich, unmittelbar bevor Careys Lied bekannt wurde. So erbte es die Bezeichnung anthem, die heute sowohl „Hymne“ als auch „Kirchenlied“ bedeutet.

## Liedtext
Hier die Version God Save the King. Wenn eine Königin die Monarchie regiert, lautet die Zeile God Save the Queen. Dann werden auch die Pronomen angepasst: he/she, him/her, his/her.

### Heutige Strophen
| Englisches Original | Deutsche Übersetzung |
| --- | --- |
| God save our gracious King, Long live our noble King, God save the King! Send him victorious, Happy and glorious, Long to reign over us; God save the King!               | Gott schütze unseren gnädigen König! Lang lebe unser edler König, Gott schütze den König! Lass ihn siegreich, Glücklich und ruhmreich sein, Auf dass er lang über uns herrsche! Gott schütze den König!       |
| O Lord, our God arise, Scatter his enemies And make them fall; Confound their politics, Frustrate their knavish tricks, On Thee our hopes we fix, God save us all!        | O Herr, unser Gott, steh ihm bei, Zerstreue seine Feinde, Und bring sie zu Fall; Vereitle ihre Winkelzüge, Durchkreuze ihre schurkischen Pläne! Auf Dich setzen wir unsere Hoffnungen. Gott schütze uns alle! |
| Thy choicest gifts in store On him be pleased to pour; Long may he reign; May he defend our laws, And ever give us cause To sing with heart and voice, God save the King! | Mit Deinen erlesensten Gaben geruhe ihn zu überschütten, Möge er lange herrschen, Möge er unsere Gesetze verteidigen Und uns stets Grund geben, Mit Herz und Stimme zu singen: Gott schütze den König!        |

### Weitere Strophen
Die letzten drei der ursprünglich sechs Strophen zählenden Hymne werden heute in der Regel nicht mehr gesungen:
| Englisches Original | Deutsche Übersetzung |
| --- | --- |
| Not in this land alone, But be God’s mercies known, From shore to shore! Lord make the nations see, That men should brothers be, And form one family, The wide world over. | Nicht nur in diesem Land Sei Gottes Gnade bekannt, Sondern von Küste zu Küste! Herr, lass die Völker erkennen, Dass die Menschen Brüder sein sollen Und eine Familie sein, Auf der ganzen Welt.                             |
| From every latent foe, From the assassins blow, God save the King! O’er him thine arm extend, For Britain’s sake defend, Our father, king, and friend, God save the King!  | Vor jedem verborgenen Feind, Vor den Anschlägen der Mörder, Schütze Gott den König! Halte Deine Hand über ihn, Um Britanniens willen erhalte Unseren Vater, König und Freund, Gott, schütze den König!                      |
| Lord grant that Marshall Wade May by thy mighty aid Victory bring. May he sedition hush, And like a torrent rush, Rebellious Scots to crush. God save the King!            | Gott, gib, dass Marschall Wade Durch Deine mächtige Hilfe Den Sieg beschere! Möge er Aufruhr zum Schweigen bringen Und wie ein reißender Strom losbrechen, Um rebellische Schotten niederzuwerfen! Gott, schütze den König! |

### Zusätzliche Strophe früher in Kanada
| Our loved Dominion bless With peace and happiness From shore to shore; And let our Empire be Loyal, united, free True to herself and Thee God save the King. | Segne unsere geliebte Herrschaft Mit Frieden und Freude Von Küste zu Küste, Und lass unser Reich Gehorsam, einig, frei und Sich selbst und Dir treu sein! Gott schütze den König! |

### Erste Strophe auf Französisch (früher in Frankreich und Kanada gesungen)
| Dieu protège le roi De sa main souveraine! Vive le roi! Qu’un règne glorieux, Long et victorieux Rende son peuple heureux. Vive le roi! | Gott schütze den König mit seiner starken Hand! Es lebe der König! Möge eine ruhmreiche, Lange und siegreiche Herrschaft sein Volk glücklich machen. Es lebe der König! |

## Verwendung der Melodie für Hymnen anderer Länder
Im 19. Jahrhundert entstanden zahlreiche deutsche Fürsten- und Landeshymnen nach der Melodie der britischen Königshymne. Auch in anderen Ländern wurde sie übernommen:
- im Fürstentum Liechtenstein seit 1850 für die Nationalhymne (bis 1963: Oben am deutschen Rhein, danach Oben am jungen Rhein);
- in der Schweiz für die bis 1961 gesungene Nationalhymne Rufst du, mein Vaterland;
- in Norwegen für die gewöhnlich verwendete Königshymne Gud sign vår konge god;
- im Deutschen Kaiserreich von 1871 bis 1918 für die Kaiserhymne Heil dir im Siegerkranz, die bereits seit 1795 die preußische Volkshymne gewesen war;
- im Königreich Sachsen für die Hymnen Den König segne Gott und Gott segne Sachsenland;
- im Königreich Bayern für die Königshymne Heil unserm König, Heil!;
- im Königreich Hannover für die Königshymne Heil Dir Hannover, heil!;[5]
- im Russischen Kaiserreich für die Molitwa Russkich („Gebet der Russen“) genannten Hymne, die als Nationalhymne für die Jahre zwischen 1816 und 1833 gilt;
- in Island für die Quasi-Nationalhymne, bis mit der Lofsöngur eine eigene Hymne geschaffen wurde.

Eine Variation der englischen Hymnenmelodie wählte in den 1890er Jahren Kalakaua, der König von Hawaii, als Nationalhymne für sein Inselreich aus.
In den Vereinigten Staaten wird die Melodie unter dem Titel America mit dem patriotischen Text My Country, ’Tis of Thee gesungen. 

## Verwendung in der klassischen Musik
Im zweiten Satz seiner Londoner Symphonie Nr. 98 (1791/1792) nimmt Joseph Haydn deutlich auf die britische Hymne Bezug.
„Ich muß den Engländern ein Wenig zeigen was in dem God seave [sic] the King für ein Segen ist“, schrieb Ludwig van Beethoven und komponierte 1802/1803 seine 7 Variationen über „God save the King“ WoO78. Später verwendete er die Melodie in seiner Komposition Wellingtons Sieg oder die Schlacht bei Vittoria op. 91, in dem er wirkungsvoll den Sieg der britischen Truppen unter General Sir Arthur Wellesleys, Marquess Wellington über die napoleonischen Truppen bei der nordspanischen Stadt Vitoria 1813 musikalisch in Szene setzt. 
In seiner Opera buffa Il Viaggio a Reims (1825) lässt Gioacchino Rossini Lord Sidney in amüsanter Weise mit der britischen Hymne der französischen königlichen Familie und dem frisch gekrönten französischen König huldigen.
Der deutsch-französische Pianist und Komponist Friedrich Kalkbrenner schrieb 1829 Bravurvariationen über God Save the King mit Einleitung und Finale op. 99 für Klavier solo oder mit Orchesterbegleitung ad libitum.
Gaetano Donizetti verwendete die Melodie der englischen Königshymne in der einleitenden Sinfonia zu seiner Oper Roberto Devereux, die in Neapel im Oktober 1837 uraufgeführt wurde. Die eigentliche Hauptfigur der Oper ist die englische Königin Elisabeth I. und nur wenige Monate vor der Premiere hatte Queen Victoria den englischen Thron bestiegen.
Der österreichische Klaviervirtuose und Komponist Sigismond Thalberg komponierte 1837 eine Große Fantasie über „God save the Queen“ und „Rule Britannia“, die im selben Jahr als op. 27 veröffentlicht wurde.
Carl Heinrich Zöllner komponierte auf das Thema Variationen für Orgel.
Während der Feierlichkeiten zur Krönung von Königin Victoria im Sommer 1838 weilte gerade der Wiener Walzerkönig Johann Strauss Vater mit seinem Orchester auf Tournee in England und komponierte bei der Gelegenheit seinen Walzer Homage to Queen Victoria of Great Britain op. 103. In der Coda am Ende des Tanzes, der beim königlichen Hofball im Buckingham Palace uraufgeführt wurde, lässt Strauss das God save the Queen erklingen, aber natürlich in einer „verwalzerten“ Version.
Der US-amerikanische Pianist und Komponist Louis Moreau Gottschalk schrieb 1850 eine Konzertstück God Save the Queen op. 41 mit einer für seinen Stil typischen virtuosen Paraphrase der Hymne.
In seiner symphonischen Suite Die Alpen (1896) zitiert der Schweizer Komponist Joseph Lauber im letzten Satz die Melodie, die damals in der Schweiz als patriotisches Lied „Rufst du, mein Vaterland“ verbreitet war.
Charles Ives schrieb 1891 Variations on “America” auf die Melodie der Hymne. William Schuman fertigte davon 1962 eine Orchestrierung an.
1901 Hans Huber verwendete die Melodie (der damaligen Schweizer Hymne) im Kopfsatz seiner Symphonie Nr. 3 c-Moll op. 118 („Heroische“).

## Verarbeitung in der Pop- und Rockmusik
1970 schuf die Progressive-Rock-Gruppe Gentle Giant auf ihrem ersten (gleichnamigen) Album eine expressionistische Version von God Save the Queen unter dem Titel The Queen, in der die pompöse Darbietung der Hymne den Auftritt, vielleicht sogar das Wesen der Königin widerspiegeln soll.
Auf ihrem 1975 erschienenen Album A Night at the Opera veröffentlichte die britische Rockband Queen eine instrumentale Fassung von God Save the Queen. Dieses Lied war seit 1974 (mit Ausnahme von Auftritten in Irland) stets das letzte, das bei Konzerten von Queen – mittels Tonband – gespielt wurde, und griff so jeder weiteren Forderung nach Zugaben vor. Außerdem spielte der Gitarrist der Band, Brian May, 2002 auf seiner Red Special God Save the Queen auf dem Dach des Buckingham Palace, zur Eröffnung des Konzerts Party at the Palace anlässlich des goldenen Thronjubiläums von Königin Elisabeth II.
1977 sorgte die Punk-Band Sex Pistols für Aufsehen, als sie in London zum silbernen Thronjubiläum der Königin ein gleichnamiges Musikstück als Single präsentierte, in dem sie die Königin als nicht-menschliches Wesen und ihr Reich als faschistisches Regime bezeichnete und „Englands Träumerei“ als zukunftslos bezeichnete. Dieses Lied erschien später auf ihrem Album Never Mind the Bollocks, Here’s the Sex Pistols und wurde unter anderem von Motörhead, den Foo Fighters, Poison und Anthrax gecovert.
Robert Fripp veröffentlichte 1980 auf dem Album God Save the Queen/Under Heavy Manners eine Frippertronics-Version der Hymne.
Im Keimzeit-Lied Kling Klang wird die Hymne genannt.
2006 veröffentlichte die ursprünglich aus dem Post-Industrial-Umfeld stammende slowenische Band Laibach eine Coverversion unter dem Titel „Anglia“ auf einer gleichnamigen 12"-/CD-Single mit mehreren Remixen sowie auf dem Album Volk, auf dem sie Nationalhymnen nachspielte.
2012 schließlich veröffentlichte Neil Young eine Version des Lieds auf seinem Album Americana.
Unter dem Titel „Hymnen“ schufen die Einstürzenden Neubauten 2014 auf Lament, ihrem Konzeptalbum zum 100. Jahrestag des Beginns des Ersten Weltkrieges, zu dieser Melodie eine Collage verschiedener Textvarianten wie God save the King und Heil dir im Siegerkranz.

## Film
- Made in Switzerland, ein Film von Erich Langjahr. Kurzreportage des Besuches von Queen Elisabeth II. 1980 in der Schweiz.